# Carlos Scarone
Carlos Scarone (Montevideo, 11 de noviembre de 1888 - Montevideo, 12 de mayo de 1965) fue un futbolista titular del Club Nacional de Football durante nueve años, en la segunda década del siglo XX. Jugaba de centrodelantero y era hermano del también futbolista Héctor Scarone. También era conocido por el apodo de «Rasqueta».

## Trayectoria

### Futbolista
En 1908 comenzó jugando en el segundo equipo de River Plate. En 1909 pasó al CURCC, donde obtuvo el título de 1911. Luego emigró a Buenos Aires para jugar en el Racing Club y en Boca Juniors, volviendo a Montevideo a principios de 1912 para volver a jugar por el CURCC. 
Para mediados de 1914, Scarone ficharía por Nacional, donde jugó hasta 1927. Allí compartiría la delantera con su hermano Héctor, quien se unió al club en 1917. En Nacional jugó 227 partidos, marcó 152 goles y obtuvo ocho veces el Campeonato Uruguayo.

### Entrenador
Carlos Scarone cuenta con la distinción de ser el primer entrenador de la era profesional de Nacional, en 1932.

## Selección nacional

### Participaciones en Copa América
| Copa              | Sede    | Resultado | Partidos | Goles |
| ----------------- | ------- | --------- | -------- | ----- |
| Copa América 1917 | Uruguay | Campeón   | 3        | 3     |
| Copa América 1919 | Brasil  | Subampeón | 4        | 3     |
| Copa América 1920 | Chile   | Campeón   | 0        | 0     |

## Clubes
| Club                         | País      | Año       |
| ---------------------------- | --------- | --------- |
| River Plate (segundo equipo) | Uruguay   | 1908      |
| CURCC                        | Uruguay   | 1909-1911 |
| Racing Club                  | Argentina | 1911      |
| Boca Juniors                 | Argentina | 1912      |
| Peñarol                      | Uruguay   | 1912-1914 |
| Nacional                     | Uruguay   | 1914-1927 |

## Palmarés

### Campeonatos nacionales
| Título                          | Club     | País    | Año  |
| ------------------------------- | -------- | ------- | ---- |
| Primera División de Uruguay     | CURCC    | Uruguay | 1911 |
| Copa Competencia                | Nacional | Uruguay | 1914 |
| Copa de Honor                   | Nacional | Uruguay | 1914 |
| Primera División de Uruguay (2) | Nacional | Uruguay | 1915 |
| Copa Competencia (2)            | Nacional | Uruguay | 1915 |
| Copa de Honor (2)               | Nacional | Uruguay | 1915 |
| Primera División de Uruguay (3) | Nacional | Uruguay | 1916 |
| Copa de Honor (3)               | Nacional | Uruguay | 1916 |
| Primera División de Uruguay (4) | Nacional | Uruguay | 1917 |
| Copa de Honor (4)               | Nacional | Uruguay | 1917 |
| Primera División de Uruguay (5) | Nacional | Uruguay | 1919 |
| Copa Competencia (3)            | Nacional | Uruguay | 1919 |
| Primera División de Uruguay (6) | Nacional | Uruguay | 1920 |
| Copa Competencia (4)            | Nacional | Uruguay | 1921 |
| Primera División de Uruguay (7) | Nacional | Uruguay | 1922 |
| Primera División de Uruguay (8) | Nacional | Uruguay | 1923 |
| Copa Competencia (5)            | Nacional | Uruguay | 1923 |
| Primera División de Uruguay (9) | Nacional | Uruguay | 1924 |

### Copas internacionales
| Título                      | Equipo             | Año  |
| --------------------------- | ------------------ | ---- |
| Copa de Honor Cousenier     | Nacional           | 1915 |
| Cup Tie Competition         | Nacional           | 1915 |
| Copa de Honor Cousenier (2) | Nacional           | 1916 |
| Copa Aldao                  | Nacional           | 1916 |
| Copa de Honor Cousenier (3) | Nacional           | 1917 |
| Copa América (2)            | Selección uruguaya | 1917 |
| Copa Aldao (2)              | Nacional           | 1919 |
| Copa Aldao (3)              | Nacional           | 1920 |
| Copa América (2)            | Selección uruguaya | 1920 |